# PGC 27534
LEDA/PGC 27534 (auch NGC 2944-2) ist eine leuchtschwache Balken-Spiralgalaxie vom Hubble-Typ SBc im Sternbild Löwe auf der Ekliptik. Sie ist schätzungsweise 301 Millionen Lichtjahre von der Milchstraße entfernt und hat einen Durchmesser von etwa 25.000 Lichtjahren. Gemeinsam mit NGC 2944 und PGC 1990710 bildet sie das interaktive Galaxientrio Arp 63.

Im selben Himmelsareal befinden sich u. a. die Galaxien NGC 2926 und NGC 2964.